# Open mondial de snooker
Pour les articles homonymes, voir World Open.
| \| Birmingham Bristol Reading Derby Sunderland Bournemouth Preston Telford Aberdeen Glasgow \| Sites du Grand Prix/Open mondial au Royaume-Uni. |
| Birmingham Bristol Reading Derby Sunderland Bournemouth Preston Telford Aberdeen Glasgow                                                        |

| \| Haikou Yushan \| Sites de l'Open mondial en Chine de 2012 à 2018. |
| Haikou Yushan                                                        |

L'Open mondial de snooker, aussi connu sous le nom de Grand Prix, est l'un des plus anciens tournois classé de snooker professionnel. 
L'événement regroupe 64 joueurs professionnels et a lieu à Yushan en Chine. Il fut connu sous plusieurs identités : le tournoi des joueurs professionnels (1982-1983), le Grand Prix (1984-2000 puis 2004-2009) et la coupe LG (2001-2003). Il se fait appeler Open mondial depuis 2010. Il a également eu plusieurs localisations : Birmingham, Bristol, Reading, Derby, Sunderland, Bournemouth, Preston, Telford, Aberdeen, Glasgow, Haikou et Yushan depuis 2016. Le vainqueur du tournoi remporte une dotation de 170 000 £.

## Histoire
Le tournoi voit le jour en 1982 afin d'ajouter au calendrier un tournoi classé en complément du championnat du Royaume-Uni et du championnat du monde.
La structure originale du tournoi comprenait un tableau à élimination directe de 64 joueurs, les 32 meilleurs joueurs du monde étant directement qualifiés. Ce format, plus large que le format classique des tournois classés où le top 16 est directement qualifié pour les 16es de finale, explique des résultats surprenants de joueurs quasiment inconnus à l'époque atteignant le stade de la finale tels que Marco Fu, Euan Henderson, Dominic Dale ou Dave Harold. Environ la moitié des finalistes de l'Open mondial ne font pas partie du top 16 au moment où ils atteignent la finale.
En 2006, le format passe à 8 poules de 8 en qualifications, et 8 poules de 6 pour le tour final, les 2 meilleurs de chaque poule étant qualifiés pour le tableau à élimination directe. Les matches de poule se jouent au meilleur des 5 manches (3 manches gagnantes). Cela résulta en de nouvelles surprises avec les éliminations de Shaun Murphy, Peter Ebdon ou encore Graeme Dott. L'année suivante, en réponse aux protestations de plusieurs joueurs argumentant que ce format laissait trop de place au hasard, les matches de poules se jouent au meilleur des 7 manches (4 manches gagnantes).
En 2010, le tournoi devient l'Open mondial en offrant la possibilité aux joueurs amateurs de rencontrer des professionnels. 128 joueurs sont intégrés au tournoi, les 32 meilleurs joueurs du monde étant qualifiés directement pour le deuxième tour. En 2011, le tournoi n'a pas lieu.
La structure change de nouveau en 2012, avec l'adoption d'une structure classique, le top 16 étant directement qualifié pour les 16es de finale. En 2015, le tournoi n'a pas lieu, faute de sponsor. Il s'interrompt de nouveau entre 2019 et 2023, à cause de la pandémie mondiale. 
Le record de victoires est détenu par l'Écossais John Higgins avec cinq titres.

## Sites
Le tournoi a été déplacé à de nombreuses reprises, notamment au gré des sponsors. 11 villes ont accueilli l'Open mondial, dans trois pays différents (Angleterre, Écosse et Chine). De nos jours, c'est la ville de Haikou, dans le Sud de la Chine, dans l'île de Hainan, qui a accueilli le tournoi de 2012 à 2014, puis depuis 2016, le district de Yushan dans le sud-est du pays.
- Birmingham (Angleterre) : 1982
- Bristol (Angleterre) : 1983
- Reading (Angleterre) : 1984 à 1993
- Derby (Angleterre) : 1994
- Sunderland (Angleterre) : 1995
- Bournemouth (Angleterre) : 1996-1997
- Preston (Angleterre) : 1998-1999 et 2001 à 2005
- Telford (Angleterre) : 2000
- Aberdeen (Écosse) : 2006-2007
- Glasgow (Écosse) : 2008 à 2010
- Haikou (Chine) : 2012 à 2014
- Yushan (Chine) : depuis 2016

## Palmarès
| Année                                       | Ville                                       | Vainqueur                                   | Finaliste                                   | Score                                       | Saison                                      |
| Tournoi des joueurs professionnels (classé) | Tournoi des joueurs professionnels (classé) | Tournoi des joueurs professionnels (classé) | Tournoi des joueurs professionnels (classé) | Tournoi des joueurs professionnels (classé) | Tournoi des joueurs professionnels (classé) |
| ------------------------------------------- | ------------------------------------------- | ------------------------------------------- | ------------------------------------------- | ------------------------------------------- | ------------------------------------------- |
| 1982                                        | Birmingham                                  | Ray Reardon                                 | Jimmy White                                 | 10-5                                        | 1982-1983                                   |
| 1983                                        | Bristol                                     | Tony Knowles                                | Joe Johnson                                 | 9-8                                         | 1983-1984                                   |
| Grand Prix (classé)                         |                                             |                                             |                                             |                                             |                                             |
| 1984                                        | Reading                                     | Dennis Taylor                               | Cliff Thorburn                              | 10-2                                        | 1984-1985                                   |
| 1985                                        | Reading                                     | Steve Davis                                 | Dennis Taylor                               | 10-9                                        | 1985-1986                                   |
| 1986                                        | Reading                                     | Jimmy White                                 | Rex Williams                                | 10-6                                        | 1986-1987                                   |
| 1987                                        | Reading                                     | Stephen Hendry                              | Dennis Taylor                               | 10-7                                        | 1987-1988                                   |
| 1988                                        | Reading                                     | Steve Davis (2)                             | Alex Higgins                                | 10-6                                        | 1988-1989                                   |
| 1989                                        | Reading                                     | Steve Davis (3)                             | Dean Reynolds                               | 10-0                                        | 1989-1990                                   |
| 1990                                        | Reading                                     | Stephen Hendry (2)                          | Nigel Bond                                  | 10-5                                        | 1990-1991                                   |
| 1991                                        | Reading                                     | Stephen Hendry (3)                          | Steve Davis                                 | 10-6                                        | 1991-1992                                   |
| 1992                                        | Reading                                     | Jimmy White (2)                             | Ken Doherty                                 | 10-9                                        | 1992-1993                                   |
| 1993                                        | Reading                                     | Peter Ebdon                                 | Ken Doherty                                 | 9-6                                         | 1993-1994                                   |
| 1994                                        | Derby                                       | John Higgins                                | Dave Harold                                 | 9-6                                         | 1994-1995                                   |
| 1995                                        | Sunderland                                  | Stephen Hendry (4)                          | John Higgins                                | 9-5                                         | 1995-1996                                   |
| 1996                                        | Bournemouth                                 | Mark Williams                               | Euan Henderson                              | 9-5                                         | 1996-1997                                   |
| 1997                                        | Bournemouth                                 | Dominic Dale                                | John Higgins                                | 9-6                                         | 1997-1998                                   |
| 1998                                        | Preston                                     | Stephen Lee                                 | Marco Fu                                    | 9-2                                         | 1998-1999                                   |
| 1999                                        | Preston                                     | John Higgins (2)                            | Mark Williams                               | 9-8                                         | 1999-2000                                   |
| 2000                                        | Telford                                     | Mark Williams (2)                           | Ronnie O'Sullivan                           | 9-5                                         | 2000-2001                                   |
| Coupe LG (classé)                           |                                             |                                             |                                             |                                             |                                             |
| 2001                                        | Preston                                     | Stephen Lee (2)                             | Peter Ebdon                                 | 9-4                                         | 2001-2002                                   |
| 2002                                        | Preston                                     | Chris Small                                 | Alan McManus                                | 9-5                                         | 2002-2003                                   |
| 2003                                        | Preston                                     | Mark Williams (3)                           | John Higgins                                | 9-5                                         | 2003-2004                                   |
| Grand Prix (classé)                         |                                             |                                             |                                             |                                             |                                             |
| 2004                                        | Preston                                     | Ronnie O'Sullivan                           | Ian McCulloch                               | 9-5                                         | 2004-2005                                   |
| 2005                                        | Preston                                     | John Higgins (3)                            | Ronnie O'Sullivan                           | 9-2                                         | 2005-2006                                   |
| 2006                                        | Aberdeen                                    | Neil Robertson                              | Jamie Cope                                  | 9-5                                         | 2006-2007                                   |
| 2007                                        | Aberdeen                                    | Marco Fu                                    | Ronnie O'Sullivan                           | 9-6                                         | 2007-2008                                   |
| 2008                                        | Glasgow                                     | John Higgins (4)                            | Ryan Day                                    | 9-7                                         | 2008-2009                                   |
| 2009                                        | Glasgow                                     | Neil Robertson (2)                          | Ding Junhui                                 | 9-4                                         | 2009-2010                                   |
| Open mondial (classé)                       |                                             |                                             |                                             |                                             |                                             |
| 2010                                        | Glasgow                                     | Neil Robertson (3)                          | Ronnie O'Sullivan                           | 5-1                                         | 2010-2011                                   |
| 2012                                        | Haikou                                      | Mark Allen                                  | Stephen Lee                                 | 10-1                                        | 2012-2013                                   |
| 2013                                        | Haikou                                      | Mark Allen (2)                              | Matthew Stevens                             | 10-4                                        | 2013-2014                                   |
| 2014                                        | Haikou                                      | Shaun Murphy                                | Mark Selby                                  | 10-6                                        | 2014-2015                                   |
| 2016                                        | Yushan                                      | Ali Carter                                  | Joe Perry                                   | 10-8                                        | 2016-2017                                   |
| 2017                                        | Yushan                                      | Ding Junhui                                 | Kyren Wilson                                | 10-3                                        | 2017-2018                                   |
| 2018                                        | Yushan                                      | Mark Williams (4)                           | David Gilbert                               | 10-9                                        | 2018-2019                                   |
| 2019                                        | Yushan                                      | Judd Trump                                  | Thepchaiya Un-Nooh                          | 10-5                                        | 2019-2020                                   |
| 2024                                        | Yushan                                      | Judd Trump (2)                              | Ding Junhui                                 | 10-4                                        | 2023-2024                                   |
| 2025                                        | Yushan                                      | John Higgins (5)                            | Joe O'Connor                                | 10-6                                        | 2024-2025                                   |

## Bilan par pays
| Pays            | Joueurs | Total | Premier titre | Dernier titre |
| --------------- | ------- | ----- | ------------- | ------------- |
| Angleterre      | 9       | 14    | 1983          | 2024          |
| Écosse          | 3       | 10    | 1987          | 2025          |
| Pays de Galles  | 3       | 6     | 1982          | 2018          |
| Irlande du Nord | 2       | 3     | 1984          | 2013          |
| Australie       | 1       | 3     | 2006          | 2010          |
| Hong Kong       | 1       | 1     | 2007          | 2007          |
| Chine           | 1       | 1     | 2017          | 2017          |